# Giennadij Burbulis

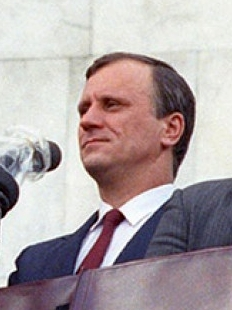
Giennadij Burbulis

Giennadij Eduardowicz Burbulis (Геннадий Эдуардович Бурбулис; ur. 4 sierpnia 1945 w Pierwouralsku w obwodzie swierdłowskim, zm. 19 czerwca 2022 w Baku) – rosyjski polityk.

## Życiorys
Absolwent Wydziału Filozofii Uralskiego Uniwersytetu Federalnego. Od 1990 do 1991 pełnomocny reprezentant przewodniczącego Rady Najwyższej Republiki Federalnej Socjalistycznych Republik Radzieckich i kierownik grupy roboczej Wyższej Rady Konsultacyjno-Koordynacyjnej Rosji. W 1991 został sekretarzem Rady Państwowej przy prezydencie RFSRR.
Uczestniczył także w spotkaniu, podczas którego podpisano umowę białowieską o powołaniu Wspólnoty Niepodległych Państw i to z jego inicjatywy wpisano do umowy zapis, który jednoznacznie przesądzał, że ZSRS zostaje rozwiązany. Burbulis był jednym z najbliższych współpracowników i doradców Borysa Jelcyna i to pod jego wpływem Jelcyn poparł program rynkowych reform gospodarczych, które wprowadził Jegor Gajdar. Wiosną 1992 r. Jelcyn zaczął odsuwać go od władzy, ulegając presji mniej reformatorskich kręgów politycznych. Od 1991 do 1992 sekretarz stanu Federacji Rosyjskiej i pierwszy wicepremier Rosji. Od listopada do grudnia 1992 kierownik grupy doradców prezydenta Jelcyna. W 1993 kierownik Międzynarodowego Centrum Humanistyczno-Politycznego "Strategia". Deputowany Dumy Państwowej Federacji Rosyjskiej.
W czerwcu 2022 r. w wywiadzie dla azerskiego dziennikarza uznał, że marzenia o odbudowie ZSRS to „bełkot i utopia”. Wkrótce potem zmarł w hotelu w Baku, mimo że zdaniem jego rzecznika nie chorował i czuł się dobrze. Pochowany na Cmentarzu Trojekurowskim w Moskwie.